# مدارا (آلبوم)
مدارا اولین آلبوم استودیویی شهرام شکوهی می‌باشد. این آلبوم در تاریخ ۱۶ آبان ۱۳۹۰
پخش شد.
سبک این آلبوم تلفیقی از موسیقی فلامنکو و پاپ و سنتی است. آهنگ قطعه جادوی چشم تو فولکلور اسپانیایی است.

## عوامل آلبوم
- ترانه سرایان (علی بحرینی، محمدعلی شیرازی، شهرام شکوهی)
- آهنگساز (شهرام شکوهی)
- تنظیم کنندگان (میلاد ترابی، امیرحسین کاشانیان)
- میکس و مسترینگ (میلاد ترابی، مهدی رضائی)

### نوازندگان
- گیتار فلامنکو (امیرحسین کاشانیان)
- گیتار بیس (مهدی رضائی)
- سازهای کوبه ای (همایون نصیری)

## فهرست آهنگ‌ها
| R  | نام آهنگ        | ترانه          | آهنگ              | تنظیم             | میکس و مستر |
| -- | --------------- | -------------- | ----------------- | ----------------- | ----------- |
| ۱  | دل دیوونه       | علی بحرینی     | شهرام شکوهی       | میلاد ترابی       | میلاد ترابی |
| ۲  | دلم خونه        | علی بحرینی     | شهرام شکوهی       | میلاد ترابی       | میلاد ترابی |
| ۳  | مدارا           | شهرام شکوهی    | شهرام شکوهی       | امیرحسین کاشانیان | مهدی رضائی  |
| ۴  | من و تو         | علی بحرینی     | شهرام شکوهی       | میلاد ترابی       | میلاد ترابی |
| ۵  | اسیری (قصه عشق) | شهرام شکوهی    | شهرام شکوهی       | امیرحسین کاشانیان | مهدی رضائی  |
| ۶  | اسیر عشق        | شهرام شکوهی    | شهرام شکوهی       | میلاد ترابی       | میلاد ترابی |
| ۷  | لیلی            | محمدعلی شیرازی | شهرام شکوهی       | امیرحسین کاشانیان | مهدی رضائی  |
| ۸  | نگو میرم        | شهرام شکوهی    | شهرام شکوهی       | میلاد ترابی       | میلاد ترابی |
| ۹  | گل و خار        | شهرام شکوهی    | شهرام شکوهی       | امیرحسین کاشانیان | مهدی رضائی  |
| ۱۰ | جادوی چشم تو    | شهرام شکوهی    | فولکلور اسپانیایی | امیرحسین کاشانیان | مهدی رضائی  |